# Moon Ga-young
Moon Ga-young (문가영?, 文佳煐?, Mun Ga-yeongLR, Mun KayŏngMR; Karlsruhe, 10 luglio 1996) è un'attrice sudcoreana.
Nata in Germania da genitori sudcoreani, la sua famiglia si trasferì in Corea del Sud quando lei aveva dieci anni. Cominciò la carriera di attrice nel 2006; il suo primo ruolo da protagonista fu nella miniserie del 2014 Mimi. In seguito fece da personaggio di supporto in Jiltu-ui hwasin e Myeongbulheojeon. Divenne nota per la parte da co-protagonista nel serial romantico del 2018 Widaehan yuhokja.

## Filmografia

### Cinema
- Seuseung-ui eunhye (스승의 은혜?), regia di Im Dae-woong (2006)
- Black House (검은 집?, Geom-eun jipLR), regia di Shin Tae-ra (2007)
- Gungnyeo (궁녀?), regia di Kim Mee-jung (2007)
- Uri dongne (우리 동네?), regia di Jeong Gil-yeong (2007)
- The webtoon: Yeogosar-in (더 웹툰: 예고살인?), regia di Kim Yong-gyun (2013)
- Jang-soo sanghwae (장수상회?), regia di Kang Je-gyu (2015)

### Televisione
- Gung S (궁S?) – serie TV (2007)
- Manyeo Yu-hui (마녀유희?) – serie TV (2007)
- Dalkomhan insaeng (달콤한 인생?) – serie TV (2008)
- Jamyeonggo (자명고?) – serie TV (2009)
- Chingu, urideur-i jeonseol (친구, 우리들의 전설?) – serie TV (2009)
- Myeongga (명가?) – serie TV (2010)
- Nappeun namja (나쁜 남자?) – serie TV (2010)
- Neon naege banhaess-eo (넌 내게 반했어?) – serie TV (2011)
- Who Are You (후아유?) – serie TV (2013)
- Wanggane sikgudeul (왕가네 식구들?) – serie TV (2013)
- Mimi (미미?), regia di Song Chang-soo – miniserie TV (2014)
- Jangsa-ui sin - Gaekju 2015 (장사의 신 - 객주 2015?) – serie TV (2015)
- Uri yeopjib-e Exoga sanda (우리 옆집에 EXO가 산다?) – serie TV (2015)
- Manyeobogam (마녀보감?) – serie TV (2016)
- Jiltu-ui hwasin (질투의 화신?) – serie TV (2016)
- Myeongbulheojeon (명불허전?) – serie TV (2017)
- Eurachacha Waikiki (으라차차 와이키키?) – serie TV (2019)
- Geu namja-ui gi-eokbeop (그 남자의 기억법?) – serie TV (2020)
- Yeosin-gangnim (여신강림?) – serie TV (2020)
- Link: Eat, Love, Kill (링크: 먹고 사랑하라, 죽이게?, Ringkeu: Meokgo saranghara, jug-igeLR) – serie TV (2022)
- The Interest of Love (사랑의 이해?, Sarang-ui ihaeLR) – serie TV (2022-2023)
- Geunom-eun heug-yeomnyong (그놈은 흑염룡?) – serie TV (2025)

## Riconoscimenti
- KBS Drama Awards
  - 2010 – Nomination Miglior giovane attrice per Myeongga
  - 2013 – Nomination Miglior giovane attrice per Wanggane sikgudeul